# Tephrosia grandibracteata
Tephrosia grandibracteata är en ärtväxtart som beskrevs av Hermann Merxmüller. Tephrosia grandibracteata ingår i släktet Tephrosia och familjen ärtväxter. Inga underarter finns listade i Catalogue of Life.